# Morpho subfasciata
Morpho subfasciata är en fjärilsart som beskrevs av Johannes Karl Max Röber 1903. Morpho subfasciata ingår i släktet Morpho och familjen praktfjärilar. Inga underarter finns listade i Catalogue of Life.